# Urueñas (kommunhuvudort)
Urueñas är en kommunhuvudort i Spanien.   Den ligger i provinsen Provincia de Segovia och regionen Kastilien och Leon, i den centrala delen av landet, 100 km norr om huvudstaden Madrid. Urueñas ligger 1 052 meter över havet och antalet invånare är 124.
Terrängen runt Urueñas är platt österut, men västerut är den kuperad. Terrängen runt Urueñas sluttar söderut. Runt Urueñas är det mycket glesbefolkat, med 3 invånare per kvadratkilometer. Närmaste större samhälle är Sepúlveda, 7,1 km söder om Urueñas. Trakten runt Urueñas består i huvudsak av gräsmarker.